# Robert K. Kraft

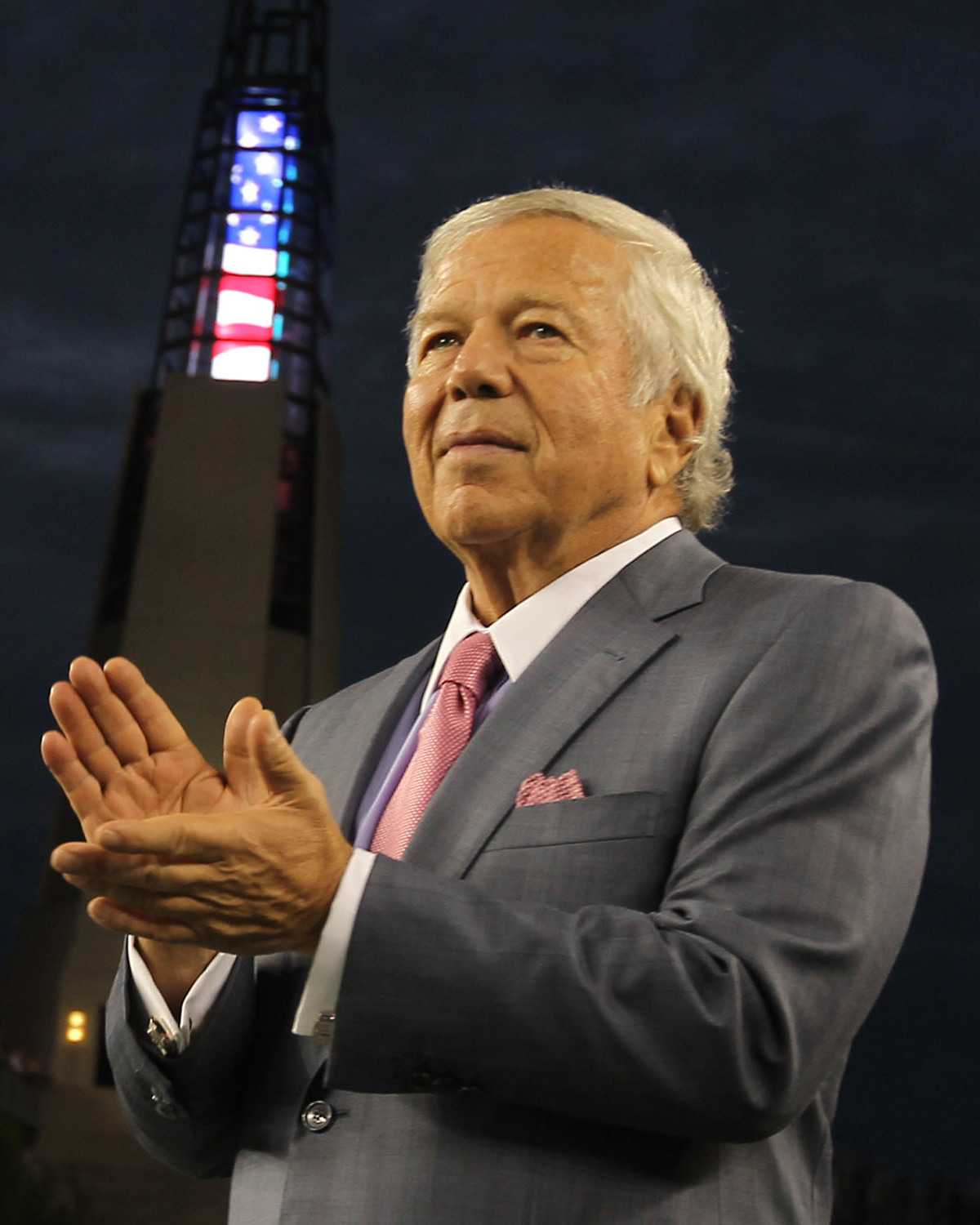
Robert K. Kraft, 2012

Robert Kenneth Kraft (* 5. Juni 1941 in Brookline, Massachusetts) ist ein US-amerikanischer Sportfunktionär und der Eigentümer des Gillette Stadium in Foxborough, Massachusetts, sowie der dort beheimateten Mannschaften New England Patriots (NFL) und New England Revolution (MLS).
Kraft ist Besitzer der in der Papier- und Verpackungsindustrie tätigen Unternehmensgruppe The Kraft Group, einer diversifizierten Holdinggesellschaft mit Vermögenswerten in den Bereichen Papier- und Verpackung, Sport und Unterhaltung, Immobilienentwicklung und einem privaten Beteiligungsportfolio. Kraft ist weiterhin Eigentümer der von ihm 1996 gegründeten New England Revolution in der Major League Soccer (MLS), sowie der 2017 gegründeten E-Sport-basierten Boston Uprising. Im Jahr 2011 wurde er in die American Academy of Arts and Sciences gewählt. Im Mai 2023 betrug sein Vermögen 10,6 Milliarden Dollar.

## Leben
Kraft wurde in Brookline (Massachusetts) geboren. Sein Vater – Harry Kraft, ein Bekleidungshersteller in Bostons Chinatown – war ehrenamtlicher Leiter der jüdischen Gemeinde Kehillath Israel in Brookline und wollte, dass sein Sohn Rabbiner werde. Seine Mutter, Sarah Bryna (Webber) wurde in Halifax, Nova Scotia, geboren.  Die Krafts waren praktizierende orthodoxe Juden. Robert wuchs in Brookline auf und besuchte die Edward Devotion Schule. 1959 schloss er die Brookline High School als Präsident der Abschlussklasse ab. Als Kind verkaufte er Zeitungen vor dem Braves Field in Boston. Während der High School konnte Kraft an vielen sportlichen Aktivitäten nicht teilnehmen, weil diese mit seinem Hebräischunterricht oder dem Sabbat zusammenfielen.
Kraft besuchte die Columbia-Universität, wo er Jahrgangssprecher war. Dies wurde ihm durch ein akademisches Stipendium ermöglicht. Während seiner Zeit an der Universität trat Kraft der Zeta Beta Tau Studentenverbindung bei und war „running back“ und „safety“ in Football-Teams. Während dieser Zeit wohnte er in Carman Hall. Am 2. Februar 1962 traf Kraft Myra Hiatt in einem Delikatessenladen in Bostons Back Bay. Sie heirateten im Juni 1963. Im selben Jahr erhielt Kraft seinen Universitätsabschluss. 1965 erhielt er einen Master of Business Administration (MBA) an der Harvard Business School.
Im Alter von 27 Jahren wurde Kraft zum Vorsitzenden des Newton Democratic City Committee gewählt. 1970 zog er in Betracht, bei den Vorwahlen gegen den demokratischen Kongressabgeordneten Philip J. Philbin zu kandidieren, entschied sich aber dagegen, da ein Eintritt in die Politik eine Belastung für die Familie und einen Verlust der Privatsphäre bedeutet hätte. Auch der Selbstmord des befreundeten demokratischen Abgeordneten H. James Shea, Jr. schreckte ihn ab, in die Politik zu gehen.

## Geschäftskarriere
Kraft begann seine Karriere mit der Rand-Whitney Group, einer Verpackungsfirma in Worcester, welche von seinem Schwiegervater Jacob Hiatt geführt wurde. 1968 kaufte er die Firma und ist immer noch ihr Vorsitzender. 1968 erlangte er durch eine fremdfinanzierte Übernahme die Kontrolle über das Unternehmen. 1972 gründete er International Forest Products. Gemeinsam bildeten die beiden Firmen die größten privaten Papier- und Verpackungsunternehmen in den USA.
Kraft gab an, dass er das Unternehmen aufgrund einer Ahnung gründete, dass das Wachstum der internationalen Kommunikation und des Transports zu einer Expansion des globalen Handels im späten zwanzigsten Jahrhundert führen werde.
1997 wurde International Forest Products als einer der besten 100 Exporteure und Importeure ausgezeichnet. 2013 wurde das Unternehmen in dieser Kategorie im Journal of Commerce auf Platz 20 gelistet. 1991 sagte Kraft über das Geschäft: „Wir arbeiten für viele Unternehmen, einschließlich Avon Products, Kodak, Kosmetik Firmen, Süßigkeiten und Spielzeug.“ Das Unternehmen produzierte beides, Wellkarton und Faltschachteln „welche dazu gebraucht werden, um alles Mögliche von einer Rakete über Minztabletten bis zu Estée Lauder, Indianer Glas und Polaroids zu verpacken“.
Kraft hatte auch Interesse an anderen Geschäftsfeldern und gründete schließlich die Kraft Group im Jahr 1998.
Kraft investierte in die New England Television Corp., welche 1982 die Kontrolle über WNAC-TV übernahm. 1983 wurde Kraft Vorstandsmitglied und der Sender wurde zu WNEV-TV. 1986 wurde er zum Vorstandsvorsitzenden. 1991 nahm Kraft die Möglichkeit wahr, seine Aktien für geschätzte 25 Millionen USD zu verkaufen.

## Sportteams

### Boston Lobsters und erste Gebote für Sportteams
1974 kauften Kraft und fünf Partner die Boston Lobsters der World Team Tennis (WTT) Serie. Die Gruppe investierte viel, um einige sehr gute Spieler zu verpflichten, unter anderem Martina Navrátilová. Dadurch wurden die Lobsters zu einem der besten Teams im WTT. Am Ende der Saison 1978 machte Kraft bekannt, dass das Team aufgelöst würde; auch die Liga selber wurde kurz danach geschlossen.
Nachdem die Lobsters aufgelöst wurden, versuchte Kraft zweimal die New England Patriots zu kaufen. Das erste Mal im Jahr 1988 von der bankrotten Sullivan Familie. Außerdem war er ein Bieter für die Boston Red Sox und die Boston Celtics.

### New England Patriots
Als Patriot-Fan hatte Kraft ab 1971 immer ein Saisonticket, seit das Team in das damalige Schaefer Stadion umgezogen war. 1985 kaufte Kraft eine zehnjährige Option auf den Foxboro Raceway, eine Pferderennbahn angrenzend an das Stadion. Dieser Kauf hinderte den Eigentümer der Patriots, Billy Sullivan, daran, während der Rennen im Stadion Events zu veranstalten, die nichts mit den Patriots zu tun hatten.
Zwar gehörte den Sullivans das Stadion, aber nicht das umliegende Land, und diesen Umstand nutzte Kraft aus. Dies war der Beginn des Kampfes um das Stadion und auch die Patriots selbst. Die Sullivans hatten eine Reihe von Fehlinvestitionen, vornehmlich The Jackson Five 1984 Victory Tour, für welche sie das Sullivan Stadion als Sicherheit verpfänden mussten. Diese Probleme zwangen Sullivan letztendlich dazu, im Jahr 1988 die Mehrheitsanteile an Victor Kiam zu verkaufen. Dennoch musste für das Stadion schließlich Insolvenz angemeldet werden.
1988 überbot Kraft mehrere Konkurrenten, einschließlich Kiam, und kaufte das Stadion für 22 Millionen USD vom Insolvenzgericht. Das Stadion wurde allgemein als veraltet und wertlos angesehen, allerdings enthielt der Zuschlag nicht nur das Stadion selbst, sondern auch den Mietvertrag mit den Patriots, der bis 2001 lief. Dieser Mietvertrag hatte Gültigkeit und beendete Sullivans drei Jahrzehnte andauernde Verbindung mit den Patriots. Kraft gab auch ein Angebot für die Patriots-Franchise ab, aber er verlor die Ausschreibung an Victor Kiam. Als Sullivan und Kiam versuchten, die Patriots nach Jacksonville umzusiedeln, verhinderte Kraft die Auflösung des Mietvertrags. Fehlinvestitionen zwangen Kiam dann, die Patriots an James Orthwein zu verkaufen.
Seit Orthwein das Team im Jahr 1992 gekauft hatte, gab es ständig Gerüchte darüber, dass er die Patriots nach St. Louis umsiedeln wollte. Orthwein bot Kraft 75 Millionen USD, um die Patriots aus dem noch laufenden Mietvertrag am neu benannten Foxboro Stadion freizukaufen. Hätte Kraft dieses Angebot akzeptiert, wäre die letzte große Hürde zur Umsiedlung des Teams überwunden worden. Allerdings lehnte Kraft das Angebot ab.
Nach 1994 war Orthwein nicht mehr daran interessiert, das Team langfristig in Neuengland weiter zu führen und entschied sich zum Verkauf. Aufgrund der Konditionen des laufenden Mietvertrags musste sich jeder zukünftige Käufer mit Kraft auseinandersetzen. Mit dieser Tatsache im Hinterkopf bot Kraft 172 Millionen USD für das Team und Orthwein akzeptierte. Zu diesem Zeitpunkt war dies der höchste Preis, der jemals für ein NFL-Team bezahlt wurde. Der spätere Besitzer der Los Angeles Rams, Stan Kroenke, hatte zwar mehr Geld geboten (200 Millionen Dollar), doch hätte Orthwein alle Umzugskosten des Teams tragen müssen. Orthwein wäre auch für die Kosten eines Rechtsstreits um den Pachtvertrag verantwortlich gewesen, da Kraft verlauten ließ, dass er vor Gericht gehen würde, um die Vereinbarung durchzusetzen. Jahre später erzählte Kraft, dass es seine Leidenschaft für die Patriots war, die ihn dazu brachte, jede seiner finanziellen Regeln zu brechen. Er erklärte auch, dass er immer ein Poster der Victory Tour unter seinen Andenken hat als Erinnerung, dass sie es ihm ermöglicht hatte, seinen großen Traum zu erfüllen und Eigentümer eines Major League Teams zu werden.
Nachdem auch die NFL ihre Zustimmung zu dem Verkauf gab, waren die Patriots Heimspiele für die komplette Saison 1994 ausverkauft, dies war der erste komplette Ausverkauf in der Geschichte des Teams. Jedes Heimspiel (inklusive Vorsaison, Hauptsaison und Playoffs) war seither ausverkauft.
1998 überlegte Kraft, ob er die Patriots nach Hartford in Connecticut umsiedeln sollte, nachdem der Staat Connecticut angeboten hatte, ein neues Stadion in der Innenstadt von Hartford zu finanzieren. Am 30. April 1998 stornierte Kraft diesen Vertrag kurz bevor er bindend wurde und entschied sich stattdessen, mit der Unterstützung des Commonwealth Massachusetts Infrastrukturförderprogramms ein neues Stadion in Foxborough zu bauen.
2002 wurde ein 350 Millionen USD teures, durch Kraft privat finanziertes Stadion für die Patriots gebaut, welches ursprünglich CMGI Field genannt wurde (später wurde es in Gillette Stadion umbenannt). 2007 begann Kraft damit, das umliegende Land des Gillette Stadions zu erschließen, und baute für 375 Millionen USD ein Einkaufs- und Entertainmentzentrum mit dem Namen Patriot Place. Dies bestand aus „The Hall at Patriot Place presented by Raytheon“, einem mehrstöckigen Museum mit Ruhmeshalle, welche an das Stadion angebaut wurden, und der „CBS Scene“, einem CBS-Themenrestaurant.
Am 27. Januar 2000 tauschte Kraft einen Draft Pick der ersten Runde mit den New York Jets gegen die Rechte, Bill Belichick als Cheftrainer zu verpflichten. Der Tausch wurde damals kritisiert, erwies sich aber als erfolgreich, nachdem Belichick die Patriots zum Gewinn von sechs Super-Bowl-Meisterschaften und neun Conference- und 16 Divisions-Titeln geführt hatte. Der Beziehung zwischen Kraft, Belichick und Brady wird die Entstehung einer der erfolgreichsten Sportdynastien im Football zugeschrieben, obwohl in späteren Jahren die persönliche Beziehung zwischen den drei Männern angespannt war.
In Krafts Eigentum erlebten die Patriots einen Neuanfang und anhaltenden Erfolg. Während sie es unter den Eigentümern Sullivan zwar zum Super Bowl XX schafften, war dies aber nur einer von sechs Playoff-Auftritten in 34 Jahren. Seit Kraft das Team kaufte, schafften sie es allerdings schon 18-mal in die Playoffs innerhalb von 23 Jahren. In den 27 Jahren, in denen Kraft Eigentümer ist, haben sie jedoch 21 Mal die Playoffs erreicht. Sie gewannen den AFC East Titel in den Jahren 1996, 1997, 2001, 2003, 2004, 2005, 2006, 2007, 2009, 2010, 2011, 2012, 2013, 2014, 2015, 2016, 2017 und 2018. Sie haben 19 AFC-East-Titel gewonnen, darunter alle bis auf drei seit 2001 und 11 in Folge von 2009 bis 2019. Sie repräsentierten die AFC im Super Bowl in den folgenden Spielzeiten: 1996 (verloren), 2001 (gewonnen), 2003 (gewonnen), 2004 (gewonnen), 2007 (verloren), 2011 (verloren), 2014 (gewonnen), 2016 (gewonnen), 2017 (verloren) und 2018 (gewonnen).
Die Patriots beendeten die Spielzeiten in den Jahren 2003, 2004, 2010 und 2016 mit 14-2 Spielgewinnen, nachdem sie, bevor Kraft das Team kaufte, nie mehr als 11 Spiele gewonnen hatten. Sie beendeten die Saison im Jahr 2007 mit 16-0, bevor sie im Super Bowl XLII gegen die New York Giants verloren.
Kraft war einer der Hauptverantwortlichen in den NFL Tarifverhandlungen im Jahr 2011. Jeff Saturday, Repräsentant der NFLPA, lobte Kraft für seine Rolle während der Verhandlungen und sagte über ihn: „Ohne ihn wäre diese Vereinbarung nicht zustande gekommen, er ist ein Mann, der uns geholfen hat den Football zu retten.“
2005 wurde berichtet, dass der russische Präsident Putin einen von Krafts drei Super-Bowl-Ringen an sich genommen hatte. Daraufhin gab Kraft eine schnelle Stellungnahme heraus, in der er erklärte, dass er Putin den Ring als Zeichen des Respekts und der Bewunderung für das russische Volk und Putins Führung gegeben habe. Später erklärte Kraft, dass seine frühere Stellungnahme nicht der Wahrheit entsprach, und unter Druck des Weißen Hauses herausgegeben wurde. Der Ring ist zusammen mit anderen Staatsgeschenken im Kreml ausgestellt.
Der ehemalige Patriot Ryan O’Callaghan schrieb in seinem Buch, dass Kraft ihn unterstützte, als er sich 2017 öffentlich als schwul outete. Laut O’Callaghan lud Kraft ihn zu einem Empfang ein und sagte: „Was du getan hast, erforderte eine Menge Mut. Ich bin so stolz auf dich“ und dass er „für immer ein Patriot“ sein werde.

### Fußball
1996 gründete Kraft die New England Revolution, ein Gründungsmitglied der Major League Soccer. Sie spielen neben den Patriots im Foxboro Stadion. Von 1998 bis 2000 war Kraft Eigentümer der San Jose Clashs (später San Jose Earthquakes).
Im November 2005 traf Kraft sich mit dem Vorstandsvorsitzenden des englischen Premier-League-Fußballteams FC Liverpool, Rick Parry. Es gab das Gerücht, dass Kraft daran interessiert war, Geld in die Champions-League-Gewinner der Saison 2004/05 zu investieren. Kraft erklärte dem Radiosender BBC Radio 5 Live: „Liverpool ist eine tolle Marke, und dies ist etwas, was unsere Familie sehr respektiert. Wir sind immer sehr an neuen Möglichkeiten und Wachstum interessiert. Man weiß also nie, was passieren kann.“ Letztendlich wurde der Klub jedoch an die Amerikaner George Gillett und Tom Hicks verkauft. Heute gehört Liverpool der Fenway Sports Group, welche auch Eigentümerin der Boston Red Sox ist.
Im Oktober 2017 erklärte Kraft, dass er immer noch fasziniert sei von der Möglichkeit, einen Fußballverein in der Premier League zu kaufen. Allerdings sei er darüber beunruhigt, dass es keine Gehaltsobergrenze im englischen Fußball gebe.
2017 wurde Kraft zum Ehrenvorsitzenden der gemeinsamen kanadisch-mexikanisch-amerikanischen Bewerbung für die Fußball-Weltmeisterschaft 2026 ernannt.
2019 verpflichtete Kraft Bruce Arena als Cheftrainer und Sportdirektor der New England Revolution. 2020 gelang dem Team New England Revolution der erste Playoff-Sieg in sechs Jahren.

### E-Sport
Im Juli 2017 erklärte Blizzard Entertainment, dass Kraft Eigentumsrechte an den Boston Uprising gekauft habe, eines der ersten sieben Teams der professionellen eSports Overwatch League. Sie würden in der ersten Saison der Overwatch League spielen. Die Vorsaison der Liga startete am 6. Dezember 2017 und die reguläre Saison startete am 10. Januar 2018. Boston Uprising belegte in der ersten Saison der Overwatch League den dritten Platz. Zudem ist er der Besitzer der E-Sport-Organisation „Oxygen Esports“, welche in den Spielen Rainbow Six Siege, Valorant, Apex Legends und Call of Duty vertreten ist.

## Wohltätigkeit
Die Krafts haben über 100 Millionen USD für verschiedenste wohltätige Zwecke gespendet, einschließlich Bildung, Gesundheitsversorgung, Projekte im Bereich der Kinder- und Frauenhilfe, und Jugendsport.
1989 riefen Myra und Robert Kraft in Zusammenarbeit mit dem Center for Jewish Progress of Greater Boston (CJP) den Passport to Israel Fund ins Leben, um Eltern dabei zu helfen, ihre Kinder im Teenageralter nach Israel zu schicken. Im Jahr 1990 stifteten Kraft, seine Frau und sein Schwiegervater einen gemeinsamen Lehrstuhl an der Brandeis University und dem College of the Holy Cross. Sie schufen damit eine Stiftungsprofessur in vergleichender Religionswissenschaft. Dies war die erste interreligiöse Stiftungsprofessur in den USA. Im Jahr 2000 spendete Kraft 11,5 Millionen Dollar für den Bau des Columbia/Hillel, welches aus demselben weißen Stein besteht, der auch in Jerusalem verwendet wird.
2011 sicherten die Krafts der Partners HealthCare 20 Millionen USD zu, um das Kraft Family National Center für Führung und Training im Gesundheitswesen zu gründen. Diese Initiative wurde konzipiert, um für Bürger den Zugang zu qualitativ guter Gesundheitsversorgung in Ärztezentren in Neuengland zu verbessern.
Unter den vielen Institutionen, die die Krafts unterstützt haben, sind die Columbia-Universität, die Harvard Business School, die Brandeis Universität, das College of the Holy Cross, das Boston College, die Tufts-Universität, die Belmont Hill School, die Boys & Girls Clubs aus Boston, und das Dana Farber Krebsinstitut in Boston. 2007 wurde das neue Spielfeld der Columbia-Universität Robert K. Kraft Field genannt in Anerkennung für eine 5 Millionen USD Spende an das Sportprogramm der Universität.
Eines ihrer charakteristischsten Projekte ist die Unterstützung des American Football in Israel, einschließlich des Kraft Family Stadium in Jerusalem und die Kraft Family Israel Football Liga. 2017 gab Kraft eine Spende in Höhe von 6 Millionen USD bekannt, um das erste Football-Feld in Israel zu bauen, das die vorgeschriebene Größe aufweist. Im Juni 2017 reiste Kraft mit einigen anderen Mitgliedern der NFL Hall of Fame nach Israel, um der Eröffnung des neuen Kraft Family Sports Campus beizuwohnen. Seit dieser Reise 2017 hat Kraft weitere „Touchdown in Israel“-Reisen mit Patriots und Hall of Famers nach Israel geleitet. Im selben Jahr finanzierte Kraft einen neuen Van als Teil des Kraft Center for Community Health am Massachusetts General Hospital, um die Opioid-Krise in Boston zu bekämpfen. Die Vans ermöglichen es Opioidabhängigen, Gesundheitsdienste in ihrer eigenen Nachbarschaft aufzusuchen.
Er erhielt zahlreiche Ehrentitel von verschiedenen Universitäten und Hochschulen und höchste Auszeichnung der NCAA: den Theodore Roosevelt Award, welcher jährlich an einen angesehenen Bürger für überragende Leistungen verliehen wird.
2011 wurde Kraft in die American Academy of Arts and Sciences aufgenommen.
2012 war er der erste NFL-Eigentümer in der 43-jährigen Geschichte der Auszeichnung, der für einen George Halas Preis der Pro Football Writers of America ausgewählt wurde. Dieser Preis wird jährlich an den Spieler, Trainer oder Mitarbeiter der NFL verliehen, der die meisten Widrigkeiten überwindet, um Erfolg zu haben.
Nach dem Anschlag auf den Boston-Marathon am 15. April 2013 kündigte Kraft an, dass er Spenden in Höhe von 100.000 USD für die Opfer des Anschlags durch die Wohltätigkeitsstiftung der New England Patriots bereitstellen werde.
Im Jahr 2018 spendete Kraft 10 Millionen US-Dollar an CJP für die Renovierung des Hauptsitzes in der Bostoner Innenstadt. 2019 richtete Kraft zusammen mit dem Eigentümer des Chelsea Football Club, Roman Abramovich, ein Fußballspiel zwischen New England Revolution und dem Chelsea F.C. mit dem Titel Final Whistle on Hate aus, um Geld zur Bekämpfung des Antisemitismus zu sammeln. Das Spiel brachte schätzungsweise 4 Millionen US-Dollar ein, wobei Kraft persönlich 1 Million US-Dollar für den Fonds beisteuerte. Nach dem Attentat in der Tree-of-Life-Synagoge in Pittsburgh besuchte Kraft die Synagoge, um seinen Respekt zu erweisen, und nahm am Gottesdienst mit der Gemeinde teil, bevor die Patriots am nächsten Tag gegen die Pittsburgh Steelers spielten.
Im Juni 2019 erhielt Kraft den israelischen Genesis-Preis, eine mit 1 Million Dollar dotierte Auszeichnung, die an eine Person verliehen wird, die sich für jüdische Werte einsetzt und eine Inspiration für die nächste Generation von Juden ist. Bei der Veranstaltung in Jerusalem sagte Kraft 20 Millionen Dollar für die Gründung einer Stiftung zur Bekämpfung des Antisemitismus und der Boykott-, Desinvestitions- und Sanktionsbewegung (BDS) gegen Israel zu. Im Juli sagte Kraft den Familien von sieben Motorradfahrern, die im Monat zuvor bei einem Unfall ums Leben gekommen waren, 100.000 Dollar zu. Er spendete 20.000 Dollar und nahm an einer Gedenkfeier in Worcester teil, um den gefallenen Feuerwehrmann Christopher Roy an seinem einjährigen Todestag zu ehren.
Kraft tat sich unter anderem mit den Künstlern Jay-Z und Meek Mill sowie Michael G. Rubin, dem Vorstandsvorsitzenden von Fanatics, zusammen, um eine Stiftung zur Reform der Strafjustiz namens REFORM Alliance anzukündigen. In Abstimmung mit der REFORM Alliance lud Kraft mehr als 50 Kinder (im Alter von 5 bis 17 Jahren) ein, mit dem Teamcharter der Patriots zum Spiel der Patriots gegen die Buffalo Bills im Gillette Stadium zu fliegen. Die Kinder, die das Spiel besuchten, hatten jeweils Eltern, die wegen Verstößen gegen die Bewährungsauflagen inhaftiert waren.
Im Jahr 2020 ging Kraft eine Partnerschaft mit dem chinesischen Unternehmen Tencent ein, um 1,2 Millionen N95-Masken zu kaufen, die an medizinisches Personal in New York und Massachusetts gespendet werden sollten, um bei der Bekämpfung der Coronavirus-Pandemie zu helfen, und schickte das private Mannschaftsflugzeug der New England Patriots nach China, um die Vorräte abzuholen. Kraft verhandelte ursprünglich über 1,7 Millionen Masken, es passten aber nur 1,2 Millionen an Bord. Sie durften drei Stunden in China am Shenzhen Bao'an International Airport am Boden bleiben. Mit dem Flugzeug wurden im Mai 2021 500.000 Impfstoffe nach El Salvador geliefert. Mit dem Lastwagen der New England Patriots wurden 300.000 Masken in New York City, 900.000 Masken in Massachusetts und 100.000 in Rhode Island verteilt. Im Mai 2020 bot Kraft seinen Super-Bowl-LI-Ring zur Versteigerung an, wobei der Erlös für die Versorgung von Menschen bestimmt war, die aufgrund der COVID-19-Pandemie unter Ernährungsunsicherheit leiden.
Im Oktober 2021 lieh Kraft das Mannschaftsflugzeug der Patriots an das Footballteam der University of Rhode Island Rams aus, nachdem der Charterflug des Teams ausgefallen war. Er übernahm alle Kosten, obwohl die URI Rams davon ausgingen, die Kosten aus dem Mannschaftsbudget zu bestreiten.
Im Jahr 2022 kündigte die Harvard Business School die Einrichtung des Robert K. Kraft Family Fellowship Fund an, der 24 Millionen Dollar bereitstellt, um potenziellen Studenten mit begrenzten Mitteln ein Studium an der HBS zu ermöglichen.

## Persönliches
Im Juni 1963 heiratete Kraft Myra Nathalie Hiatt, eine Absolventin des 1964er Jahrgangs der Brandeis Universität und die Tochter des Geschäftsmanns und Philanthropen Jacob Hiatt. Sie starb im Alter von 68 Jahren an Eierstockkrebs. Zu ihrem Gedenken trugen alle Patriots in der Saison des Jahres 2011–2012 einen Aufnäher mit den Initialen der Krafts (MHK) auf ihrem Trikot. Sie haben vier gemeinsame Söhne:
- Jonathan A. Kraft, geboren am 4. März 1964, Präsident der Kraft Group und der New England Patriots[95]
- Daniel A. Kraft, Präsident der International Forest Products; gegründet von seinem Vater im Jahr 1972[95]
- Joshua Kraft, Präsident und Vorstandsvorsitzender des Boys & Girls Clubs of Boston[95][96]
- David Kraft

Im Juni 2012 begann Kraft, sich mit der Schauspielerin Ricki Noel Lander zu treffen. Im Juli 2012 half er ihr dabei, das Video für ein Vorsprechen für eine Rolle in dem Film „The Internship“ mit Vince Vaughn und Owen Wilson zu drehen. In dem Video liest Kraft die Rolle von Owen Wilson, er tanzt ein bisschen, flucht und bekommt einen Ausraster. Nachdem eine anonym eingesendete Kopie des Videos auf der Barstool Sports Webseite einging, wurde dieses sehr schnell bekannt und sogar im Abendfernsehen besprochen. Kraft gab eine Stellungnahme heraus, in der er sagte: „Ich habe nur versucht Ricki dabei zu helfen, ein Video für das Vorsprechen zusammenzustellen...ich hatte nie die Absicht, dass dieses an die Öffentlichkeit gelangt und ich bedaure, dass dies geschehen ist. Ich denke, wir sind uns alle einig, dass Owen Wilson nichts zu befürchten hat. Ich bleibe bei meiner Arbeit.“ Kraft und Lander trennten sich später im Jahr 2018.
Im Februar 2019 wurden in Jupiter, Florida, polizeiliche Ermittlungen gegen Kraft wegen des Verdachts der Förderung der Prostitution eingeleitet.
US-amerikanische Deputies platzierten versteckte Kameras in der Einrichtung und behaupteten, Kraft sei dabei erwischt worden, wie er "die angeblichen Handlungen empfing". Sein Sprecher erklärte zu den Vorwürfen, dass Kraft jede Beteiligung an illegalen Aktivitäten kategorisch bestreite. Zudem bekannte sich Kraft am nächsten Tag durch seinen Anwalt in Palm Beach County elektronisch als nicht schuldig. Am 26. März reichten Krafts Anwälte einen Schriftsatz ein, in dem Kraft "auf eine Anklageerhebung verzichtet, auf nicht schuldig plädiert und ein Schwurgerichtsverfahren beantragt." Am 2. April enthüllten die von Krafts Anwälten eingereichten Unterlagen, dass die versteckten Videokameras im Day Spa installiert worden waren, als die Ermittler im Januar unter dem Vorwand einer Bombendrohung die Einrichtung betraten. Am 13. Mai entschied Richter Hanser außerdem, dass die Staatsanwaltschaft die Videos nicht in ihrem Fall gegen Kraft verwenden könne, da die Ermittler "nicht genug getan hätten, um die Verletzung der Privatsphäre anderer Kunden zu minimieren." Am 19. August 2020 entschied ein Berufungsgericht in Florida, dass die Strafverfolgungsbehörden Krafts verfassungsmäßige Rechte verletzt hätten, als sie bestimmte Videobeweise beschafften, und dass die Videos vor Gericht nicht zulässig seien. Die Staatsanwaltschaft stellte im September 2020 alle Verfahren gegen Kraft ein, da die Beweislage für eine Anklage nicht ausreichte. Im Januar 2021 ordnete der US-Bezirksrichter Rodolfo A. Ruiz II aus Florida an, dass die Videoaufnahmen von Kraft und anderen Kunden bei Orchids of Asia vernichtet werden müssen.
Im Juni 2021 bekam Kraft zu seinem 80. Geburtstag von Jay-Z, Meek Mill und dem Mitbesitzer der Philadelphia 76ers, Michael Rubin, einen Bentley Continental GTC Speed im Wert von über 300.000 USD als Geschenk überreicht.
Am 5. März 2022 gab Tommy Hilfiger bei der amfAR-Gala in Palm Beach die Verlobung Krafts mit seiner Partnerin Dana Blumberg bekannt.
Die Krafts waren Mitglieder des Temple Emanuel in Newton, Massachusetts.

## Preise und Auszeichnungen
Kraft hat zahlreiche Ehrentitel von mehreren Colleges und Universitäten erhalten und wurde mit der höchsten Auszeichnung der NCAA geehrt, dem Theodore Roosevelt Award, der jährlich an einen angesehenen Bürger mit nationalem Ruf und herausragenden Leistungen verliehen wird.
- 1987 Columbia-Universität: John Jay Preis[132]
- Sechsmaliger Super Bowl Gewinner – XXXVI, XXXVIII, XXXIX, XLIX, LI, LIII (als Eigentümer der New England Patriots)
- 2004 Columbia-Universität: Alexander Hamilton Medaille[132]
- 2006 Theodore Roosevelt Preis[132]
- 2011 Aufnahme in die American Academy of Arts and Sciences[133]
- 2012 George Halas Preis[134]
- 2013 Carnegie Hall Medal of Excellence Preis[135]
- Football Feld mit dem Namen „Robert Kraft Field“ zu seinen Ehren an der Columbia-Universität[132]
- 2015 Ehrendoktortitel in humane letters[136] von der Yeshiva University[137]
- 2019 Genesis-Preis[138]

## Vermögen
Mit einem Vermögen von 8,3 Milliarden US-Dollar belegte er im April 2022 Platz 263 auf der Forbes-Liste der reichsten Personen.